# Evenkia okrug
Evenkia autonome okrug (russisk: Эвенкийский автономный округ, tr. Evenkijskij avtonomnyj okrug) var en autonom okrug i Rusland. Evenkia er del af Krasnojarsk kraj, men var samtidig en egen enhed i den russiske føderationen. Det administrative center var Tura, arealet er 767.600 km2, og indbyggertallet var 17.700(2002).

## Geografi
Evenkia er det tyndest befolkede område i Rusland og har lavere befolkningstæthed end Grønland. Evenkia ligger i den centrale del af det sibirske område. Det højeste punkt er bjerget Kamen (1.701 moh.). Store områder i nord har permafrost, men cirka 80 % af området er taiga. Middeltemperaturen i januar er -34 °C, og i juli 15 °C.
Rendrift er en vigtig næringsvej.
Jernbane eller veje findes praktisk talt ikke. Kommunikationsmidler er hovedsagelig flodbåd, fly eller rensdyr.

## Demografi
Indbyggertallet var i 2002 på 17.697 personer. De repræsenterede 67 etniske grupper, hvoraf etniske russere (62 %) og evenkere (21,5 %) var de dominerende.
Som andre autonome okruger var Evenkia bygget op omkring en minoritet, i dette tilfælde evenkerne, som taler evenkisk, et tungusisk sprog.

## Historie
Evenkia har været del af Rusland siden 1600-tallet. Både i zar-tiden og sovjet-tiden var der fangelejre for politiske fanger her. Den 30. juni 1908 var Evenkia åsted for en af de største naturlige eksplosioner på jorden i moderne tid. Skoven i et område på over 3000 km2 blev lagt flad efter en eksplosion på mellem 10 og 15 megaton forårsaget af en meteorit. Området er så øde, at den første ekspedition ikke nåede frem til eksplosionsstedet før end i 1927.
Det autonome område blev oprettet i 1930. Efter opløsningen af Sovjetunionen i 1991 blev Evenkia et af føderationssubjekterne i den russiske føderationen, men også fortsat en del af Krasnojarsk kraj. Boris Zolotarjov var den sidste guvernør i Evenkia (2001–2007).
Den 17. april 2005 blev det vedtaget ved en folkeafstemning, at Evenkia - sammen med Tajmyr - ville blive slået sammen med Krasnojarsk kraj. Dette skete den 1. januar 2007.
64°N 100°Ø / 64°N 100°Ø